# José de la Canal
José de la Canal Gómez (Ucieda, Cantabria, 11 de enero de 1768 - Madrid, 17 de abril de 1845) fue un religioso agustino español. Ejerció como docente, traductor, historiador y director de la Real Academia de la Historia.  

## Biografía

### Primeros años
Nacido en el seno de una familia de agricultores modestos del valle de Cabuérniga, en Cantabria, y huérfano de padre desde los tres años, hizo sus primeros estudios en la escuela local. Posteriormente, un religioso agustino pariente de su madre le envió al convento de dominicos de Burgos donde estudió Filosofía bajo la tutela de Juan Antonio Zulaibar. De allí pasó al convento de los agustinos de la misma ciudad, en cuya orden hizo profesión a los 17 años. Cursó Teología en el convento de la orden en Salamanca y fue ordenado sacerdote en 1792 por el obispo de Ciudad Rodrigo Benito Uría Valdés.
Ofició como lector de Filosofía en el Colegio de doña María de Aragón de Madrid y en el convento de Burgos. En 1797 fue trasladado a Salamanca como profesor y bibliotecario, donde trabó amistad con el obispo Antonio Tavira, y en 1799 a Toledo, donde compuso un opúsculo titulado Pintura de un jansenista, que publicado sin nombre, fue incluido en el Index librorum prohibitorum por la Inquisición.

### Traductor y editor
Después de doce años dedicado a la enseñanza, en 1804 se le destinó definitivamente al Convento de San Felipe el Real de Madrid. Al estallar la guerra de Independencia en 1808 el convento fue ocupado por las tropas francesas, pero el padre De la Canal se quedó como custodio de la biblioteca del padre Flórez, aunque no pudo evitar que la colección de libros, monedas y documentos fuera saqueada por los oficiales franceses. Obligado a abandonar el edificio, se instaló en el convento del Noviciado; clausurado también éste, suprimidas las órdenes religiosas y dispersa la comunidad agustiniana, De la Canal se ganó la vida haciendo algunas traducciones del francés, entre ellas el Catecismo de Bossuet, el Viaje del joven Anacarsis a Grecia de Jean-Jacques Barthélemy, las Memorias de Augustin Barruel, el Sistema marítimo y político de los europeos en el siglo diez y ocho de Ambroise-Marie Arnould, los Apologistas involuntarios de Mérault de Bizy y el Manual para asistir al Santo Sacrificio de la Misa. También se encargó de la edición de los Deberes del cristiano que le cedió el arzobispo de Palmira Félix Amat.
Tras la caída del sistema constitucional, en 1814 fue acusado de liberalismo por su traducción de las Memorias de Barruel, y se le castigó con arresto domiciliario, primero en San Felipe y después en Nuestra Señora del Risco, en la sierra de Ávila.

### Académico e historiador
El año siguiente fue exonerado de su culpa y admitido en la Real Academia de la Historia a propuesta de Casimiro Gómez Ortega. En su desempeño como académico, en los años siguientes escribió una serie de cartas en defensa de los escritos de Enrique Flórez y Manuel Risco que habían sido duramente criticados por Juan Francisco Masdeu, que no llegaron a publicarse por la muerte de este; arregló los borradores que José Antonio Conde había dejado de su Historia de la dominación de los árabes;  colaboró con Diego Clemencín y José Musso en el Sumario de las antigüedades romanas que había dejado inédito Juan Agustín Ceán Bermúdez.
Simultáneamente, en 1816 la orden agustiniana le encargó la tarea de colaborar con Antolín Merino en la redacción de la España sagrada. Tras la muerte de Enrique Flórez en 1773 los agustinos habían encomendado la continuación de la obra a Manuel Risco y tras la de éste en 1801, a Juan Fernández de Rojas, que más aficionado a la poesía que a la historia no había avanzado nada en varios años. Terminada la guerra, Merino y De la Canal se encargaron de recomponer la biblioteca de Flórez y de redactar dos volúmenes dedicados a la historia eclesiástica de la iglesia de Gerona; muerto Merino en 1830, De la Canal continuó la obra en solitario dando a la imprenta otros tres tomos relativos a las diócesis de Lérida, Roda y Barbastro.
Colaboró habitualmente en El Universal y fue miembro de la junta eclesiástica para la reforma del clero, académico de la Real Academia de Buenas Letras de Barcelona y de la Real Academia de Sagrados Cánones de San Isidoro, honorario de la de Ciencias Naturales de Madrid y miembro de la Sociedad de Anticuarios de Normandía. Presentado por la regente María Cristina para el obispado de Gerona en 1836, renunció al cargo alegando motivos de salud. Tras la desamortización y demolición del convento de Copacabana se trasladó a la residencia de Rosa Ruiz de la Prada, de quien era confesor.

### Fallecimiento
A finales de 1844 fue nombrado director de la Academia de la Historia en sustitución del difunto Martín Fernández de Navarrete, aunque no tuvo tiempo a desempeñarse como tal. Con 78 años de edad, falleció en la primavera del año siguiente tras contraer una pulmonía y desarrollar gangrena en una pierna. Fue sepultado en el cementerio de la Puerta de Fuencarral, desde donde posteriormente Rosa Ruiz de la Prada ordenó trasladar sus restos, junto a los de Antolín Merino, a la Sacramental de San Ginés y San Luis.